# Paradiestus aurantiacus
Espèce
Paradiestus aurantiacus est une espèce d'araignées aranéomorphes de la famille des Corinnidae.

## Distribution
Cette espèce est endémique du Brésil. Elle se rencontre dans les États du Minas Gerais, de Rio de Janeiro et de São Paulo.

## Description
Le mâle décrit par Bonaldo en 2000 mesure 10,4 mm et la femelle 15,3 mm, les mâles mesurent de 10,4 à 13,7 mm et les femelles de 12,0 à 17,4 mm.

## Publication originale
- Mello-Leitão, 1915 : Algunas generos e especies novas de araneidos do Brasil. Broteria, vol. 13, p. 129-142.